# BlocksCAD
BlocksCAD ist eine freie CAD-Software. Mit einer blockbasierten Programmiersprache werden 3D-Modelle erzeugt. Die Objekte bestehen aus einfachen geometrischen Grundkörpern und werden mit Transformationen und Modifikationen zu einem komplexen 3D-Modell vereinigt. Diese Modellierung basiert auf der CSG-Technik.
BlocksCAD erlaubt es, 3D-Objekte zu erstellen, die sich parametrisch verändern lassen. Außerdem sind prozedural erzeugte Objekte generierbar. Die erzeugten Dateien lassen sich wahlweise im XML- oder SCAD-Format sichern.
Mit dem SCAD Dateiformat wird eine einfache Textdatei für OpenSCAD erzeugt. Im Gegensatz zu den meisten anderen CAD-Programmen steht hier also ein komplett freies Dateiformat zur Verfügung. Die OpenSCAD Sprache ist eine funktionale/deklarative Programmiersprache.

## Entwicklung und Implementierung
BlocksCAD ist verfügbar für Windows, Linux und macOS. BlocksCAD läuft auch systemunabhängig im Webbrowser. Die Webbrowser basierte Version baut auf HTML5 und hängt damit nicht von Adobe Flash ab. Sie läuft auf Mozilla Firefox, Google Chrome und Chromium, erfordert aber, dass WebGL eingeschaltet ist.
BlocksCAD wurde mit Hilfe von Förderungen der DARPA entwickelt und ist unter der GPL v3 als Open-Source-Projekt veröffentlicht.
Am 26. September 2015 wurde die Version 1.1.0 von BlocksCAD veröffentlicht.

## Rendering
BlocksCAD verwendet OpenJSCAD für die Modellvorschau. Für den Export wird als Standard die STL-Schnittstelle verwendet. DXF und AMF sind aber ebenfalls implementiert.